# Хохряков, Николай Анатольевич
Никола́й Анато́льевич Хохряко́в (27 января 1985, Шаркан) — российский лыжник, начиная с 2007 года находится в составе российской национальной сборной. Чемпион России в мужской эстафете 4 × 10 км и скиатлоне, обладатель Кубка России, бронзовый призёр зимней Универсиады в Турине, призёр многих гонок международного и всероссийского значения, мастер спорта России международного класса по лыжным гонкам. На соревнованиях представляет Удмуртию и физкультурно-спортивное общество «Динамо».

## Биография
Николай Хохряков родился 27 января 1985 года в селе Шаркан Удмуртской АССР. Активно заниматься лыжными гонками начал с раннего детства, проходил подготовку в лыжной секции города Ижевска под руководством заслуженного тренера Удмуртии Олега Орестовича Перевозчикова. Состоял в физкультурно-спортивном обществе «Динамо».
Дебютировал на крупных соревнованиях всероссийского уровня в сезоне 2004 года, на Кубке России в Рыбинске занял 60 место. Год спустя на мировом первенстве среди юниоров в финском Рованиеме был в отдельных лыжных дисциплинах пятым и седьмым. Будучи студентом, представлял страну на зимней Универсиаде 2007 года в Турине, откуда привёз награду бронзового достоинства, выигранную в гонке на 30 км коньковым ходом — на финише его обошли только соотечественник Максим Вылегжанин и белорус Александр Лазутин. Тогда же дебютировал на этапах Кубка мира, успешно выступил на этапах Кубка Восточной Европы, где финишировал вторым и четвёртым.
В 2009 году на чемпионате России в Рыбинске Хохряков завоевал серебряную медаль в программе мужской эстафеты 4 × 10 км и взял бронзу в индивидуальной марафонской гонке на 50 км. В следующем сезоне стал бронзовым призёром всероссийского первенства в гонке на 70 км классическим стилем. На чемпионате России 2013 года в Сыктывкаре вместе с партнёрами по сборной Удмуртии Константином Главатских, Дмитрием Япаровым и Максимом Вылегжаниным одержал победу в эстафетной гонке. Также был лучшим на чемпионате России в скиатлоне. Показал свой лучший результат в зачёте Кубка мира, на этапе в Сочи занял девятое место (это единственное его попадание в десятку сильнейших на Кубке мира). В 2014 году стал обладателем Кубка России в гонке на 15 км классическим стилем, выиграл бронзовую медаль на чемпионате России в Тюмени в масс-старте 50 км свободным стилем.
За выдающиеся спортивные достижения удостоен почётного звания «Мастер спорта России международного класса».